# Elbereth (Band)
Elbereth war eine von 1992 bis 1995 aktive Atmospheric-Doom-Band.

## Geschichte
Elbereth wurde 1992 als Death-Metal-Band gegründet. Die Band veröffentlichte im gleichen Jahr eine EP Reminiscences from the Past über Drowned Productions. Im Verlauf der nachfolgenden drei Jahre veröffentlichte die Band mehrere Demos und wurde nahezu vollständig umbesetzt. Aus der ursprünglichen Besetzung war zur Veröffentlichung des Debüt … and other Reasons über Witchhunt Records nur der Schlagzeuger David Diaz verblieben. Wolf-Rüdiger Mühlmann lobte das Album für das Magazin Rock Hard als „durchweg sympathisches Album [und] himmlisches Vergnügen“. Aleksey Evdokimov lobte das Album in seinem zweiten Doom Metal Lexicanum als „perfekt komponiert und eingespielt“ sowie als vernehmbare Leistung im Zusammenspiel der Musiker. Nach dem Debüt blieben weitere Veröffentlichungen aus. Stellungnahmen zum Bestand der Gruppe fehlten ebenso. Entsprechend wird die Band in Darstellungen als aufgelöst betrachtet.

## Stil
Nachdem die Band auf ihrer EP „rohen und gradlinigen“ Death Metal spielte, verlangsamte die Band das Tempo über den Death Doom ihrer Demo-Phase hin zum Atmospheric Doom des Debütalbums. Die Musik ihrer letzten und populärsten Veröffentlichung wird mit The 3rd and the Mortal, The Gathering und Chalice verglichen. Die atmosphärischen Elemente werden über melancholische und folkloristische Facetten wie den Klar-Gesang von Lola Marquinez, Flöten, Akustik-Gitarren, Geigenspiel und Sackpfeife in den verlangsamten Death Doom gebracht. Dabei behält die Band das schwere Riffing des Death Doom bei. Das Geigenspiel nimmt sich im Gefüge der Musik zurück und dominiert nicht den Klang der Band.

## Diskografie
- 1992: Reminiscences from the Past (EP, Drowned Productions)
- 1994: Fallen Leaves Drift in My Soul (Demo, Selbstverlag)
- 1994: Forest, Flowers and the Wind (Demo, Selbstverlag)
- 1994: Idilic Places (Demo, Selbstverlag)
- 1995 …and Other Reasons (Album, Witchhunt Records)